# Veliki Popović
Veliki Popović (cyr. Велики Поповић) – wieś w Serbii, w okręgu pomorawskim, w gminie Despotovac. W 2011 roku liczyła 1254 mieszkańców.